# Soldier of Love
«Soldier of Love (Lay Down Your Arms)»  en español «Soldado del amor (Baja tus armas)», es una canción compuesta en 1962, por Buzz Cason y Tony Moon, originalmente grabada por artista de soul Alexander Arthur, que aparece como una cara B de su sencillo "Where Have You Been".
Posteriormente, The Beatles realizó un cover de esta canción durante una sesión de 1963 en la BBC, que está disponible en el álbum Live at the BBC. Asimismo, Marshall Crenshaw la incluye en su álbum debut.
También fue la canción versionada por The Derailers en sus 2006 soldados del álbum de Love, que fue producido por Cason.

## Versión de Pearl Jam
Soldier of Love fue lanzado originalmente por la banda estadounidense Pearl Jam como un sencillo de Navidad de forma exclusiva para el club de fanes de la banda llamado Club Diez ("Ten Club" en inglés). La canción empezó a sonar en Estados Unidos, razón por la cual la banda se vio obligada a lanzar un sencillo para el público, de manera comercial el sencillo "Last Kiss"/ "Soldier of Love".  
Ambas canciones fueron grabadas durante la segunda parte de la gira estadounidense de 1998, el tema Soldier of Love aparece como lado B de la versión de "Last Kiss",. (sencillo de la banda que alcanzó la posición número dos en el Billboard Hot 100).
El 8 de junio de 1999 Pearl Jam publica una versión que es al última canción de la lista del álbum llamado No hay límites: a beneficio para los refugiados kosovares ( "No Boundaries: A Benefit for the Kosovar Refugees") álbum de Epic Records, en el disco benéfico participan artistas como Alanis Morissette, Peter Gabriel, Korn, entre otros.
Lo recaudado por las ventas, 10 000 000 de dólares fue donado a los refugiados de la Guerra de Kosovo (1998-1999).